# Amphicotylus
Amphicotylus — викопний рід крокодилоподібних плазунів вимерлої родини Goniopholididae. Рештки представників роду знайшли в американських штатах Колорадо та Оклахома.
Amphicotylus мав приблизно трикутний, платиростальний череп, схожий за формою на череп сучасних крокодилів. Amphicotylus milesi — найбільший вид з довжиною черепа 43 см.